# Базальна зона гір

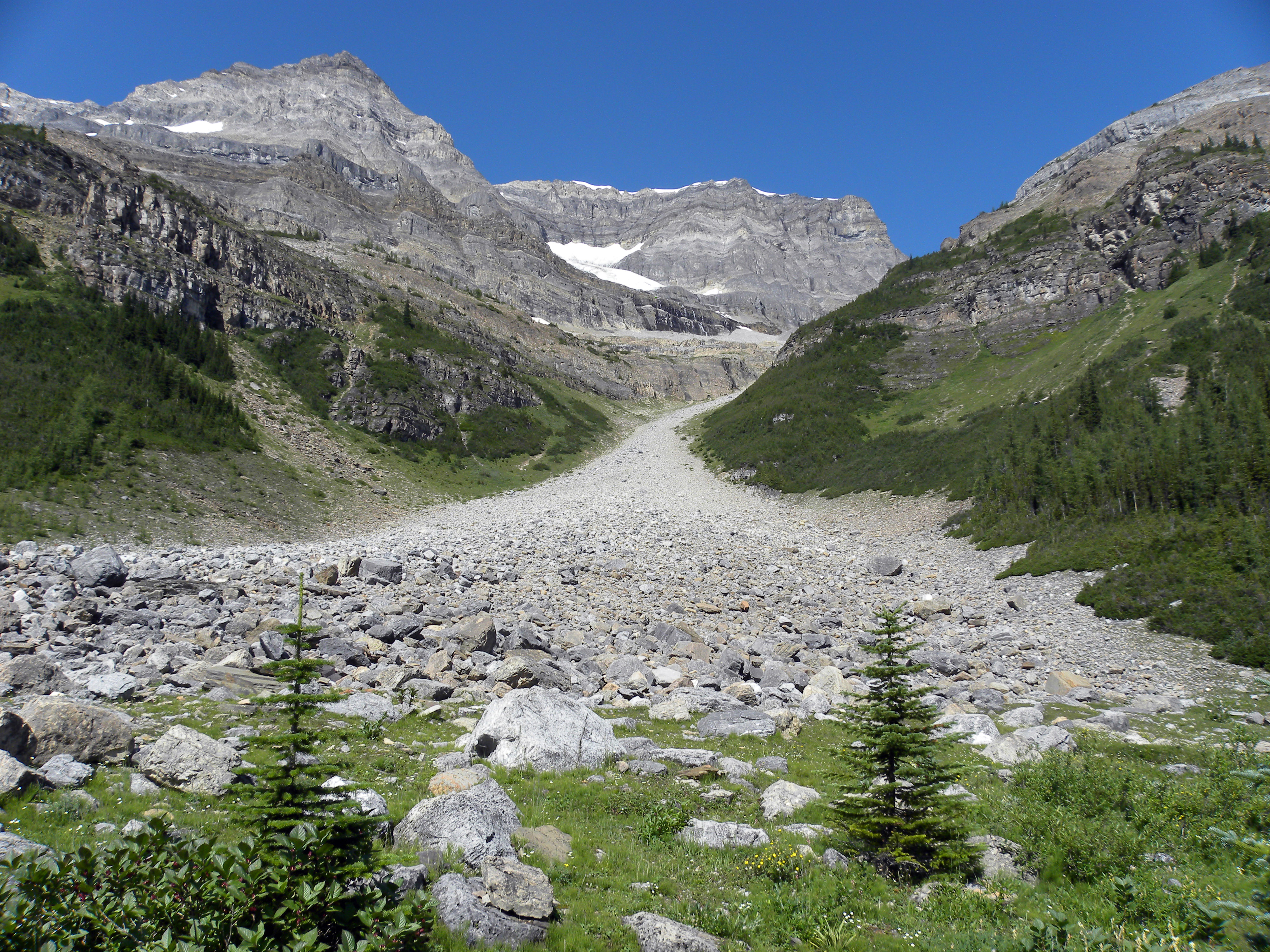
Пролювіальний конус виносу

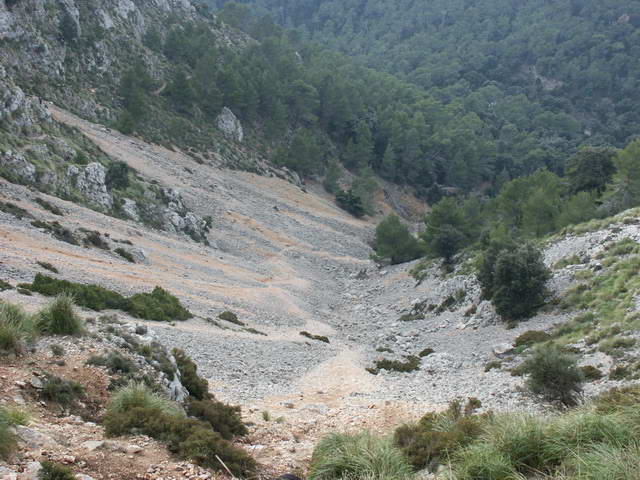
Осипи на схилах гір.

База́льна зо́на гір (рос. базальная зона гор, англ. basal zone of mountains, нім. basale Zone des Gebirges) — у геоморфології нижні частини схилів гір, які є місцем накопичення пухких продуктів їх руйнування (конуси виносу, осипу тощо).
Нижню частину схилів не тільки гір, але й також холмів, річкових долин тощо, яка є місцем накопичення уламкового матеріалу, що зноситься з верхніх частин схилу і вододілу унаслідок різних процесів, називають акумулятивним схилом, а базальну зону льодовика називають субгляціальною зоною.